# پیتر لی اترتون
پیتر لی اترتون (Peter Lee Atherton)‏ (۱۹۳۹–۱۸۶۲)، تاجر، توسعه‌دهنده املاک، سرمایه‌گذار و سیاستمدار آمریکایی بود که در شهر لوئیزویلِ ایالت کنتاکی سکونت داشت. تا سال ۱۸۹۹، او نسل چهارم از تقطیرگران ویسکی بود.

## اوان زندگی
او در تاریخ ۷ اکتبر ۱۸۶۲ در منطقه اترتون‌ویل واقع در ایالت کنتاکی به دنیا آمد. او فرزند جان مک‌دوگال اترتون و ماریا بی. فارنام بود. اترتون از مدرسه لوئیزویل و کالج جورج‌تاون کنتاکی فارغ‌التحصیل شد و سپس نزد پدرش در کارخانه شراب‌سازی جی. اِم اترتون که تولیدکننده ویسکی اترتون بود، مشغول به کار شد.

## حرفه
وی طی سال‌های ۱۸۸۳ تا ۱۸۹۹ نائب‌رئیس و مدیرکل شرکت جان. اِم اترتون بود که در زمینه تقطیر و تولید مواد شیمیایی فعالیت می‌کرد. حضور او در این حرفه بیش از بیست سال به طول انجامید.
سپس وارد کار املاک شد. ارتباطات مالی او گسترده بود. بدین منوال، وی تا سال ۱۹۰۳ در زمینه تجارت و در مقام سیاستگذار به فردی کاملاً شناخته شده و صاحب‌نام تبدیل شد. شرکت املاک و مستغلات سیل‌باخ که از جمله شرکت‌های متعلق به او در این حوزه بود همان سال تأسیس شد. این شرکت مالکیت و مسئولیت واگذاری هتل سیل‌باخ را نیز عهده‌دار بود. او مدیر شرکت املاک و مستغلات اترتون و نایب رئیس انجمن صنفی مشاوران املاک لوئیزویل بود، به علاوه در هیئت مدیره شرکت املاک و مستغلات لینکلن، سیل‌باخ، شرکت صنایع شیمیایی فدرال و صندوق پس‌انداز لینکلن عضویت داشت.
در دهه ۱۹۲۰ پدرش اقدام به راه‌اندازی مجموعه شرکت‌هایی موسوم به «تراست» نمود و کنترل آنها را در دست گرفت. با این حال پیتر لی اترتون کمتر از هفت سال پس از فوت پدرش از دنیا رفت. فعالیت‌های تجاری او با مشکل مالیاتی مواجه شد و این مسئله در برخی موارد همچون موضوع پرونده ساختمان اترتون که محل استقرار فروشگاه سِل‌مان بود، اواسط دهه ۱۹۴۰ حل شد.

## قانونگذار ایالتی و شرکت ساخت بزرگراه جفرسون
اترتون از قانونگذاران ایالتی کنتاکی بود و به نام «پدر بزرگراه جکسون» شناخته می‌شد. او از اعضای شرکت ساخت بزرگراه جفرسون نیز بود (۱۹۱۱–۱۹۱۸) و بنا بر دستور پدرش مبنی بر لزوم توسعه خطوط حمل‌و نقل زمینی در ایالت کنتاکی اقدام به این کار کرد تا این منطقه همچنان در گردونه رقابت باقی بماند و رونق در آن جریان داشته باشد.

## نقش‌های مدنی
اترتون در سال ۱۹۰۷ به عنوان مدیر جشنواره موسیقی مِی و رئیس انجمن جاده مرکزی لینکلن مشغول کار شد. علاوه بر این در حزب دموکرات فعال بود و در رابطه با موضوعات متعددی از جمله دیدگاه‌های شخصیش درخصوص جنبش اعتدال، مخالفت با ممنوعیت فروش مشروبات الکلی و لغو متمم هجدهم سخنرانی می‌کرد.
اترتون از جمله چهره‌های برجسته‌ای بود که در سال ۱۹۱۳ نام و آدرسش در کتاب «لوئیزویل، شهر افسون‌ها» درج شد.

## زندگی شخصی
او دو بار ازدواج کرد. همسر اولش مری گودنو کلسی، دختر استاد کلسی بود. این ازدواج در نهایت به طلاق منجر شد. آنها صاحب دختری به نام مری والری اترتون (۱۸۹۰–۱۹۸۲) شدند که به همسری کلی گراهام درآمد.
اترتون بار دیگر تن به ازدواج داد. همسر دومش کورنلیا آندرسون (۱۸۸۶–۱۹۷۶) از اهالی لوئیزویل و دختر  تورنر آندرسون بود. این دو در ۲۳ می ۱۹۱۴ در شهر نیویورک با یکدیگر ازدواج کردند. کورنلیا فعالیت سیاسی داشت و شخص ذی‌نفوذی به‌شمار می‌رفت و نامش با عنوان همسر پیتر لی اترتون در فهرست زنان برجسته آمریکا (ویرایش ۱۹۳۶) آمده بود. آنها چهار فرزند به نام‌های: والری، سارا آندرسون، کورنلیا آندرسون و جان مک‌دوگال داشتند و در خانه‌شان موسوم به «آردن» در شهر گلن‌ویو واقع در ایالت کنتاکی زندگی می‌کردند.
اترتون در ۱۰ ژانویه ۱۹۳۹ در شهر سنت‌آنتونیو در ایالت تگزاس که هشت ماهی بود در آنجا زندگی می‌کرد، از دنیا رفت. علت مرگش نارسایی قلبی عنوان شد. او پس از مراسمی که در کلیسای گلن‌ویو برگزار شد در گورستان کیو هیل شهر لوئیزویل کنتاکی به خاک سپرده شد.

## میراث
پس از درگذشت او، همسرش کورنلیا در پی فقدان دلخراش پسرش، ستوان جان ام. اترتون (۱۹۱۸–۱۹۴۲) در سال ۱۹۴۲ شروع به حمایت مالی از ناو یواس‌اس اترتون نمود. جان آم. اترتون از افسران حاضر بر روی عرشه ناو یواس‌اس مردیت (DD-434) بود که در جنگ جهانی دوم و طی نبرد آسیا پاسفیک در تاریخ ۲۵ اکتبر ۱۹۴۲ مورد اصابت گلوله قرار گرفت و غرق شد. کورنلیا آندرسون چند سال بعد به عضویت سازمان مادران ستاره طلایی درآمد. نکته جالب توجه این است که ناو یواس‌اس اترتون در سال ۱۹۵۵ به نیروی دریایی ژاپن واگذار شد.

## دودمان
پدربزرگش، پیتر لی. اترتون (۱۷۷۱–۱۸۴۴) که هم نام او بود، از حدود سال ۱۷۹۰ به مدت بیش از سی سال اداره یک کارخانه مشروب‌سازی کوچک را در حاشیه رودخانه رولینگ‌فورک واقع در ناب‌کریک بر عهده داشت. این میراث خانوادگی و سنت شراب‌سازی ادامه یافت و به پدر اترتون و سپس خود او منتقل شد. درواقع این همان کسب‌وکاری بود که پدرش در سال ۱۸۹۸ و درست زمانی که او ۳۷ سال داشت، اقدام به فروش آن کرد.
جد پدریش، آرون اترتون (۱۷۴۵–۱۸۲۱) در زمره گروهی از مهاجران بود که از گذرگاه کامبرلند گپ عبور کرده بودند و در سال ۱۷۸۰ خودشان را به منطقه‌ای رسانده بودند که امروزه با نام کنتاکی شناخته می‌شود. ظاهراً منزل جد پدریش واقع در شهر هاجن‌ویل ایالت کنتاکی ارزشمند تلقی شده و در فهرست اماکن تاریخی ملی به ثبت رسیده‌است.
پدر پدربزرگ مادریش، الکساندر مک‌دوگال نام داشت که تاجر بود و با کشتی کار می‌کرد. او همچنین از رهبران سازمان پسران آزادی در شهر نیویورک به‌شمار می‌رفت و در طول جنگ استقلال آمریکا در مقام ژنرال خدمت کرد و پس از پایان درگیری‌ها نیز به عنوان نخستین رئیس بانک نیویورک منصوب شد.